# Правець
Праве́ць (лат. tetanus від грец. τέτανος — «розтягнутий») — гостра інфекційна хвороба з групи сапронозів, яку спричинює анаеробна бактерія Clostridium tetani. Характеризується ураженням нервової системи та проявляється періодичними генералізованими клонічними судомами на тлі постійного тонічного напруження скелетних м'язів. Правець може виникнути після будь-яких травм із пошкодженням шкіри та слизових оболонок, забруднених спорами збудника.

## Історичні відомості
Правець відомий людству з далекої давнини. Найдавнішого опису проявів правця знайдено в єгипетському папірусі, датованому близько 2600 років до н. е. Гіппократ, у якого від цього захворювання, як вважається, загинув син, описав перебіг хвороби і дав їй назву. Вивчали це захворювання: Клавдій Гален, Авл Корнелій Цельс, Аретей Каппадокійський, Авіценна, Амбруаз Паре та інші відомі лікарі давнини і середньовіччя. Ще тоді було зауважено, що частіше правець виникав під час військових конфліктів, але пояснення цьому не було знайдено. Тривалий час правець розглядали як отруєння, яке спричинює якась отрута, що міститься в ґрунті. Однак у XIX столітті багато науковців вже підозрювали інфекційне походження правця. Одним з перших запідозрив інфекційне походження правця Микола Іванович Пирогов. 1880 року А. Пражмовський виділив та описав першого представника особливої родини Клостридій (Clostridium butyricum), до якого надалі було віднесено й збудника правця. Всесвітньо визнано, що першим збудника виявив А. Ніколайєр 1884 року, виділивши стрихніноподібний токсин від певних бактерій ґрунту. Але закінчив мікробіологічні дослідження цієї бактерії та класифікував її до клостридій у 1886 році К. Флюгге, прізвище якого й указується як першовідкривача збудника правця в світових номенклатурних переліках клостридій. 1889 року Кітасато Сібасабуро виділив з гною ран трупу померлого від правця його збудника і вперше в світі вивчив його властивості в чистій культурі. 1890 року він разом з Емілем Берінгом показав, що токсин правцевої палички може нейтралізуватися специфічною кров'яною сироваткою, отриманою шляхом введення тваринам цього токсину. 1890 року А. Карлі та Д. Раттоні продемонстрували, як відбувається передача правця. Вони виділяли культуру збудника з вмісту рани людини, яка померла від правця, і вводили в сідничний нерв кролика, що призводило до розвитку типового правця у тварини. 1897 року Едмонд Нокард показав, що клонічні судоми при правці можна перервати введенням хлоралгідрату. Правець завжди був проблемою ранової інфекції у період численних війн. Так під час першої світової війни захворюваність на правець досягала 23 на 1000 поранених. Тому важливим було розв'язання проблеми профілактики[⇨] цієї хвороби. Протиправцева вакцина (анатоксин або токсоїд) була вперше розроблена П. Дескомбі в 1924—1927 роках, удосконалена Г. Рамоном у 1937 році, і широко використовується відтоді для профілактики цієї хвороби. Після введення анатоксину тваринам були отримані гіперімунні гомологічні сироватки, які стали використовувати для лікування захворілих людей. Надалі були отримані й гомологічні імуноглобуліни при імунізації донорів-людей.

## Актуальність

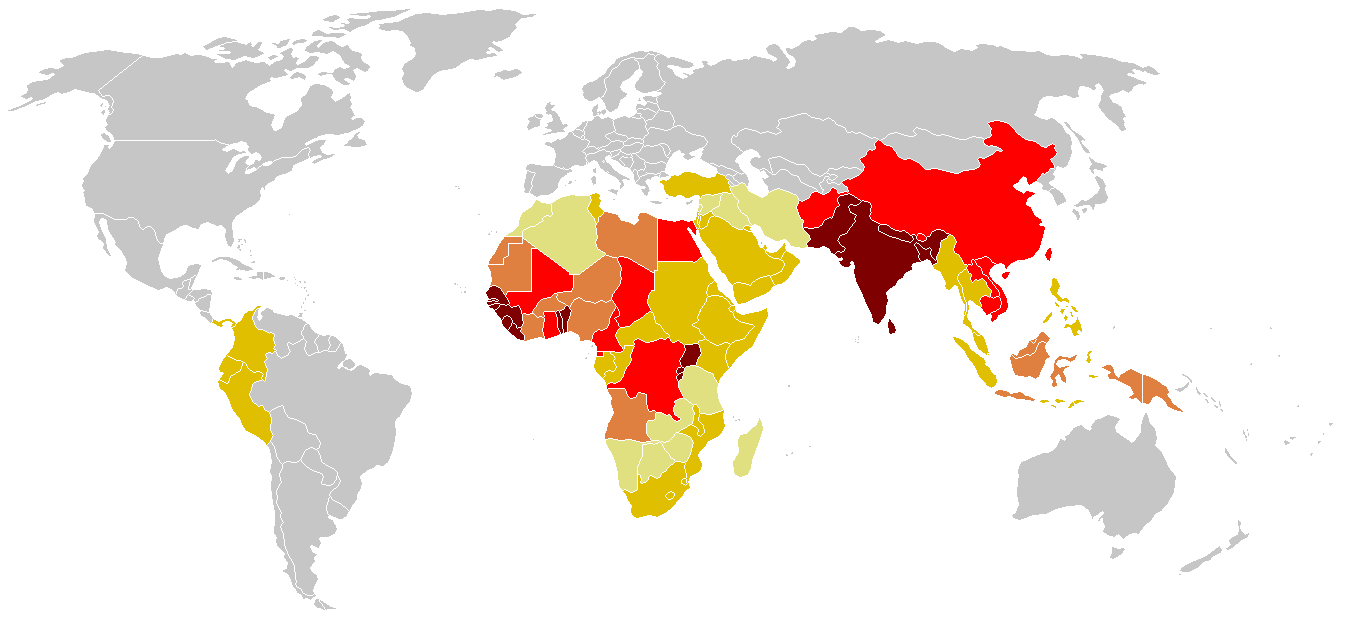
Зареєстровані випадки захворювання на правець у світі (1990—2004). Від більшого рівня захворюваності (темно-червоний) до декількох випадків (світло-жовтий), сірий — немає даних.

Правець й на початку XXI століття залишається важливою медичною і соціальною проблемою, через повсюдне поширення, переважне ураження людей похилого віку і маленьких дітей, вкрай тяжкий перебіг із високою летальністю. У світі щорічно хворіють на цю недугу (переважно в країнах із слабкою економічною та медичною системами) близько 4 млн людей і гинуть близько 1 млн 50 % загиблих — немовлята, 15 % — жінки після пологів. Навіть у разі застосування найсучасніших методів лікування у розвинених країнах помирає 30-60 % госпіталізованих хворих. Натомість у регіонах, де відсутня кваліфікована медична допомога, летальність сягає 80 %. Найбільша захворюваність зафіксована в 2005 році в Сомалі — більше 750 на 100 тис. населення. Водночас згідно з визначенням ВООЗ, правець належить до «керованих інфекцій», яким можна запобігти за допомогою вакцинації.  У 2018 році близько 25 000 новонароджених померли від неонатального правця, що на 97% менше, ніж у 1988 році, в основному завдяки розширенню імунізації. У 2023 році 84% немовлят у всьому світі були щеплені 3 дозами вакцини проти дифтерії, правця і кашлюку (АКДС).

### Стан із правцем в Україні

Смертність від правця на млн осіб, 2012 року (св. жовте — 0…1, тем. червоне - 29…151).

Планова імунізація населення України проти правця, яка проводиться з 1960 року, знизила захворюваність у 8,5 разів. У 1980-ті роки не відзначено тенденції до подальшого її зниження — щороку тоді хворіло від 90 до 110 осіб (0,18-0,2 на 100 000 населення). З 1993 року у зв'язку з напруженою епідемічною ситуацією в Україні з дифтерією значно збільшилася імунізація населення проти дифтерії і правця спільною вакциною, що призвело до відчутного зниження захворюваності на правець — 41 випадок (0,08 на 100 000) у 1998 році, причому у віковій групі до 14 років був лише один випадок.
В Україні за 2015—2020 роки летальність від правця перевищила 60 %. Висока летальність породжена:
- віковою структурою захворілих, 85 % якої складають люди похилого віку;
- порушеннями як планової активної, так і активно-пасивної (постекспозиційної) імунізації, що не призводить до створення необхідного захисного рівня протиправцевого імунітету;
- відсутністю адекватної санітарно-просвітньої роботи, через що у майже 80 % постраждалих від травм несвоєчасно чи взагалі не звертаються по профілактику;
- наявністю районів із підвищеним ризиком зараження, де ступінь забруднення ґрунтів збудником правця досягає 95-98 %.

## Етіологія
Збудник правця Clostridium tetani — велика тонка грампозитивна паличка, рухлива завдяки перитрихіально розміщених джгутиків. Належить до облігатних (обов'язкових) анаеробів, кисень для них є дуже токсичним. Має груповий соматичний О-антиген і типоспецифічний джгутиковий Н-антиген, за яким розрізняють 10 серотипів збудника. У довкіллі під впливом кисню і температурі не нижче +4 °C швидко утворює спори, які є дуже стійкими до впливу фізичних і хімічних факторів, витримують нагрівання до 90 °C протягом 2 годин, під час кип'ятіння гинуть лише через 1-3 години, в сухому стані витримують нагрівання до 150 °C, автоклавування знешкоджує спори при температурі 120°С протягом 30 хвилин, у солоній морській воді живуть до 6 місяців. У випорожненнях тварин, ґрунті, на різних предметах зберігаються більше 10 років. Звичайні дезінфектанти їх знешкоджують лише за 10-12 годин. Спори іноді є в травному каналі людей, багатьох свійських тварин. Збудника правця часто виявляли на одязі, білизні, у волоссі і каріозних зубах. У довкілля збудник потрапляє з випорожненнями. За температури не менше 37°С, достатній вологості та за відсутності кисню спори проростають у вегетативні форми. Загибель захворілої тварини чи людини призводить у природних умовах до сильного гниття і чималого рівня розмноження вегетативних форм, після чого вони перетворюються на спори й тривало чекають свого часу в ґрунті.
Важливою особливістю вегетативних форм правцевої палички є здатність виробляти екзотоксин, який складається з наступних фрагментів:
- тетаноспазмін — найагресивніша фракція токсину, вона складається з двох ланцюгів. Важкий ланцюг уражає рухові аксони центральної нервової системи (ЦНС), симпатичну нервову систему, ретикулярну формацію. Легкий ланцюг посилює секрецію ацетилхоліну в нервово-м'язових сполученнях і може спричинити деякий гемоліз еритроцитів;
- тетанолізин — спричинює гемоліз еритроцитів, а також має кардіотоксичні властивості, хоча його основна функція ще не виявлена;

Правцевий екзотоксин нестійкий, швидко інактивується при нагріванні, під впливом сонячних променів, лужного середовища. Він є однією із найсильніших бактеріальних отрут, яка по силі дії поступається лише ботулотоксину. Смертельною дозою для людини вважається 150 нанограмів.

## Епідеміологічні особливості

### Джерело та резервуар інфекції
Хвороба належить до сапронозів. Збудник правця належить до категорії убіквітарних (повсюдних) мікроорганізмів. Він широко поширений у природі. Особливим середовищем для нього є ґрунти, у яких проходять процеси гниття. Це чорноземи, парники, городи, в які вносяться природні добрива, земля на тваринницьких фермах. Інфікування тварин відбувається при поїданні трави, забрудненої ґрунтом, у якому знаходяться спори правцевої палички. Вона є частим нешкідливим мешканцем кишки багатьох домашніх тварин. У кишці тварин, а іноді й людини зі спор утворюються вегетативні форми. Вони можуть навіть виділяти токсин, який не проникає в кров і тому не проявляє патогенних властивостей. При потраплянні з фекаліями в ґрунт вегетативні форми знову перетворюються на спори.

### Механізм та фактори передачі
Механізм зараження людини — контактний, шлях — рановий. Найчастіше хвороба розвивається у разі потрапляння спор або вегетативних форм у забруднену землею рану. Сприятливим для зараження фактором є ходіння босоніж («хвороба босих ніг»). Захворювання може виникати і при травмах, що супроводжуються ушкодженням шкіри, без контакту з ґрунтом (уколи колючками, подряпини, укуси диких та домашніх тварин, побутові травми тощо), тому що спори потрапляють на дерева, кущі, одяг, часто є в пащі тварин. Зараження також можливе при забруднених опіках, відмороженнях, електротравмах, кримінальних абортах, пологах в асептичних умовах, операціях на товстій кишці, видаленні сторонніх тіл, різного роду травмах (дорожньо-транспортні пригоди, екстремальні види туризму і таке інше) тощо. Від хворої людини або тварини до здорової, правець не передається. Спори іноді можуть потрапляти в рани, не перетворюватися на вегетативні форми через несприятливі для спор причини, тривалий час зберігатися в рубцевих тканинах і активізуватися за певних сприятливих умов (травма, операція в цій зоні, нагноєння). Тоді йдеться про так званий криптогенний правець.

### Сприйнятливість та імунітет
Сприйнятливість до правця висока. Групу ризику складають сільські мешканці, працівники, які мають взаємодію з ґрунтом. Захворювання реєструється спорадично протягом року. Збільшення захворюваності в Україні відзначається у період підвищеної сільськогосподарської активності — квітень-жовтень. На правець особливо часто хворіють ін'єкційні наркомани, можливо, через те, що саморобні опіати можуть містити спори, а героїн часто не є добре очищеним, а ще нерідко його змішують з хініном, який, різко знижуючи відновний потенціал у місці ін'єкції, сприяє розмноженню збудника. Особливу групу ризику становлять у деяких географічних районах Африки та Азії регіонах породіллі та новонароджені, яким зовсім не забезпечуються належні гігієнічні умови під час пологів та протягом неонатального періоду. Зокрема, за розвиненими в Центральній Африці забобонами пуповину перерізують камінцями, кістками та іншими предметами, які забруднені спорами Clostridium tetani. Й більшість матерів у таких регіонах не імунізовано, отже малюки не захищені від правця. Категорію ризику також складають військовослужбовці під час проведення бойових дій.
Після перенесеного правця імунітет не утворюється внаслідок слабкості антигенного подразнення.

## Патогенез

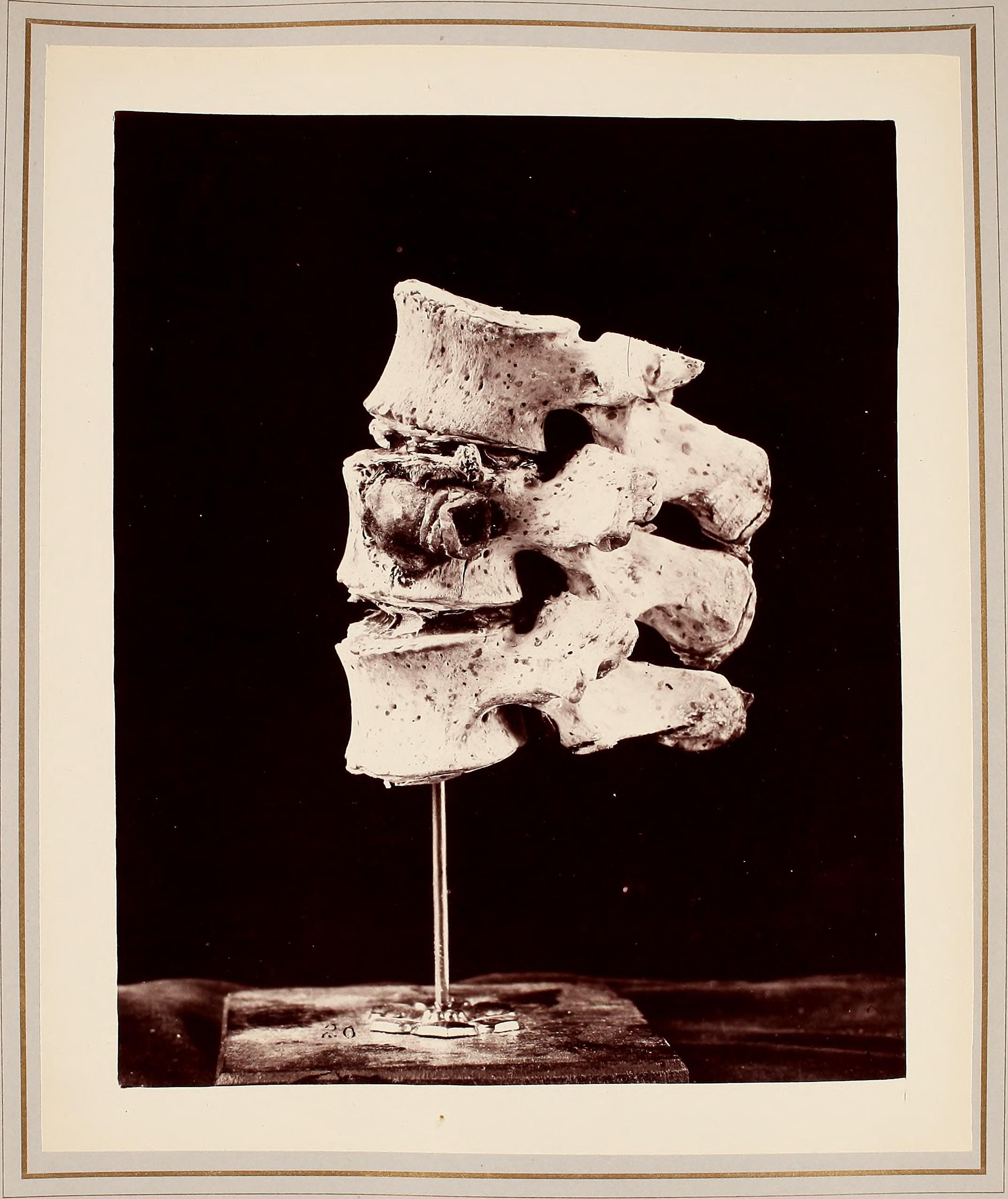
Патологоанатомічний препарат хребта солдата, який помер від правця. Видно перелом тіла хребця.

Вхідними воротами для збудника правця є ушкоджена шкіра, рідше слизові оболонки. Особливо небезпечними є рани, в яких створюються анаеробні умови — колоті, з глибокими рановими карманами і некротизованими тканинами. Небезпечні також інфіковані рани, оскільки в цьому випадку, виникає симбіоз клостридій з активно поглинаючими кисень гнильними бактеріями. В умовах анаеробіозу зі спор проростають вегетативні форми, які розмножуються і виділяють екзотоксин. Правцева паличка за межі рани в організмі не поширюється, окрім рідких ситуацій при кримінальних абортах. Екзотоксин поширюється в організмі трьома шляхами: через кровоносну, лімфатичну систему і за ходом нервових волокон, досягає спинного і довгастого мозку, ретикулярної формації, де спричиняє блок (параліч) вставних нейронів полісинаптичних рефлекторних дуг, знімаючи їхній гальмівний вплив на мотонейрони. У нормі вставні нейрони блокують надлишкові нервові імпульси, які надходять з кори головного мозку на периферію, до м'язів. Внаслідок паралічу вставних нейронів потік імпульсів стає некерованим, постійним, що призводить до тонічного напруження м'язів, притаманного правцю. Внаслідок руйнування токсином ацетилхолінестерази, підвищується вміст ацетилхоліну в нервових волокнах, що також підсилює проведення нервових імпульсів. Ураження ретикулярної формації обумовлює відсутність контролю за рефлекторною діяльністю спинного мозку, що робить потік імпульсів, які направляються на периферію, ще більш некоординованим. Це призводить до виникнення генералізованих клонічних судом у відповідь на будь-яке неспецифічне подразнення центральної нервової системи (ЦНС) — звукове, тактильне, світлове, смакове. Уражуються ядра блукаючого нерва, дихальний та судинно-руховий центри у довгастому мозку. Значне підвищення реактивності симпатичної нервової системи призводить до артеріальної гіпертензії, тахікардії, аритмії. Судомний синдром зумовлює розвиток метаболічного ацидозу, гарячки, поглиблює порушення функцій дихання і кровообігу. Як правило при правцеві у людини ураження нервової системи мають низхідний (зверху вниз) характер, що означає утворення депо накопичення екзотоксину у довгастому мозку або у верхніх відділах спинного. Ураження серця при правці також може бути зумовлено безпосередньою дією екзотоксину на кардіоміоцити (що зумовлює розвиток токсичного міокардиту) та провідну систему серця. Причини смерті — асфіксія, параліч серцевої діяльності або дихання та розвиток гнійно-септичних ускладнень (пневмонія, сепсис через пролежні).
Патоморфологічні зміни в організмі виникають переважно через підвищене функціональне навантаження під час судом, що може призводити навіть до переломів кісток. У скелетних м'язах виявляють коагуляційний некроз, який нерідко призводить до розриву м'язів з утворенням гематом. Гістологічні зміни в ЦНС незначні: набряк, застійне повнокров'я мозку і його м'якої оболони, дрібні геморагії. Зміни, які розвиваються в клітинах нервової системи при правцеві, мають зворотний характер.

## Клінічні прояви

### Класифікація
Згідно з МКХ-10 виділяють «Правець новонародженого» А33, «Акушерський правець» А34, «Інші форми правця» А35.
Інкубаційний період триває від 3 до 31 днів, в середньому 8-12 днів. Його тривалість часто обумовлює тяжкість клінічного перебігу і прогноз. Чим він коротший, тим тяжчий перебіг хвороби і вища летальність.
Більшість лікарів вважає необхідним застосовувати клінічну класифікацію, згідно якої вирізняють:
- генералізований правець;
- місцевий правець;
- головний правець;
- правець новонароджених;

За тяжкістю перебігу виділяють:
- легкий;
- середньої тяжкості;
- тяжкий;
- вкрай тяжкий або блискавичний.

### Генералізований правець
Захворюванню можуть передувати незначні продромальні явища. Хворі скаржаться на загальну слабкість, головний біль, дратівливість, пітливість, біль та посмикування м'язів у ділянці рани. При неврологічному обстеженні можна виявити підвищення сухожилкових рефлексів на стороні ураження. Такі продромальні симптоми відсутні при короткому інкубаційному періоді.
Найчастіше ця форма правця розпочинається гостро. Першим характерним і дуже постійним симптомом правця є тризм — тонічне напруження жувальних м'язів, що утруднює відкривання рота. Цей прояв послужив основою для стародавньої народної англійської назви правця — «lock jaw» (замкнена щелепа). Майже одночасно розвиваються судоми мімічних м'язів, внаслідок чого обличчя набуває своєрідного вигляду посмішки разом з плачем — «сардонічна посмішка». При цьому рот розтягнутий, кути його опущені, лоб зморшкуватий, очні щілини є звуженими — «правцеве обличчя» (лат. facies tetanica). Далі з'являється утруднене ковтання внаслідок скорочення м'язів глотки (дисфагія). Наявність цих трьох симптомів обумовлює так звану ранню правцеву тріаду. Вона вважається патогномонічною для генералізованого правця, в такому сполученні тризм, сардонічна посмішка та дисфагія не зустрічаються при жодній іншій хворобі. Такий же діагностичний сенс має виявлення позитивного шпательного симптому. Далі процес йде з розвитком ригідності м'язів потилиці, надалі м'язова ригідність (тонічне напруження) поширюється на інші групи м'язів у низхідному порядку — шия, спина, живіт, кінцівки не зачіпаючи м'язи пальців, кистей та стоп. Відсутність тонічної напруги м'язів пальців, кистей та стоп є також патогномонічною ознакою генералізованого правця.
Тонічна напруга переважно м'язів-розгиначів зумовлює в тяжких випадках вигнуте положення тіла із закинутою назад головою. Коли пацієнт знаходиться у ліжку на спині, торкається його поверхні переважно потилицею, сідницями та п'ятами, що розглядається як опістотонус. Іноді хворий може опиратися лише на потилицю і п'яти. З 2-3 дня хвороби спостерігається напруження м'язів живота, яке супроводжується болем, особливо при пальпації, що може помилково бути розцінено як «гострий» живіт. Сильний біль у м'язах через їхнє постійне тонічне напруження є одним із сталих симптомів генералізованого правця. Якщо іноді переважає напруженість м'язів-згиначів, виникає вимушене положення тіла із зігнутим уперед тулубом — емпростотонус, а якщо тонічно скорочуються м'язи на одній половині тулубу, тіло згинається в один бік — розвивається плевростотонус. Одночасно тонічний процес захоплює міжреберні м'язи і діафрагму, що часто призводить до утрудненого поверхневого і частого дихання. Внаслідок тонічної напруги м'язів промежини спостерігається утруднене сечовиділення і випорожнення.
На тлі постійного гіпертонусу з'являються загальні клонічні / тетанічні судоми, вони мають тривалість від декількох секунд до однієї хвилини, повторюючись декілька разів на добу. Далі вони стають частішими і тривалішими, повторюються по декілька разів за годину і, навіть, щохвилини. Формується status tetanicus. Під час судом обличчя хворого синіє, набрякає, має страждальний вираз, виразнішим стає опістотонус, тіло покривається краплинами поту. Хворі страждають від болю, з острахом чекають наступних судом. Через високу збудливість нервової системи судоми посилюються під впливом будь-якого подразника: дотику, яскравого світла, шуму, протягу. Надалі судоми можуть взагалі виникати спонтанно.
Відбувається значне виділення слини (гіперсалівація). Але язик сухий, хворого турбує спрага внаслідок значних втрат води з потом. Тяжкі напади судом дихальних м'язів, гортані, діафрагми можуть призвести до асфіксії і смерті. Спазм глотки значно утрудняє акт ковтання, що разом із тризмом призводить до голодування і поглиблює зневоднення. Болючі судоми супроводжуються безсонням, при якому неефективні снодійні та наркотичні засоби. Постійний загальний гіпертонус, часті напади судом призводять до різкого посилення обміну речовин, що супроводжується гарячкою (до 42ºС) і профузним потовиділенням. Свідомість залишається ясною протягом усього періоду захворювання, може затьмарюватися лише перед смертю. Зміни з боку органів кровообігу на початку хвороби характеризуються тахікардією на тлі гучних тонів серця, нестабільним АТ (переважно підвищеним, особливо на фоні судом). З розвитком прогресуючих порушень у міокарді (міокардит) тони стають глухими, межі серця розширені, можливе припинення серцевої діяльності.
Наростання судом відбувається протягом 3-4 днів, потім у наступні 5-7 днів судоми зберігаються на тому ж рівні й надалі поступово згасають. Покращення стану хворого проявляється подовженням періодів між нападами, зменшенням тризму, а потім поступовим зменшенням і зникненням напруження м'язів нижніх кінцівок, спини, потилиці, плечового поясу і, наприкінці, м'язів живота.
Тяжкість перебігу генералізованого правця визначається не тільки тривалістю інкубаційного періоду, а й швидкістю появи від початку хвороби генералізованих клонічних судом та їхньою частотою, висотою гарячки. Враховують також наявність і характер ускладнень:
- легкий перебіг зустрічається рідко. Тривалість інкубаційного періоду не менше 14 днів. Симптоми хвороби з'являються і зростають повільно протягом 5-6 днів. Тризм і сардонічна посмішка виражені помірно, тоді як дисфагії немає. Тонус м'язів трохи підвищений, генералізовані тетанічні судоми відсутні, або ж вкрай рідкі, короткочасні, немає розладів дихання. Температура тіла нормальна або ж субфебрильна;
- для перебігу середньої тяжкості характерний коротший інкубаційний період (7-14 днів). Симптоми наростають протягом 3-4 діб. Спостерігаються ті ж ознаки, що й при легкому перебігу, але більш виражені. Тонус м'язів підвищений помірно, генералізовані тетанічні судоми виникають декілька разів на добу, короткочасні. Температура тіла може досягати більше 38 °C. Тривалість захворювання до 1,5-2 тижнів;
- при тяжкому перебігу інкубаційний період зазвичай менше тижня. Початок гострий, клінічні прояви до початку генералізованих тетанічних судом розгортається протягом 36-48 годин, виражена тахікардія, тонічна напруга м'язів виражена, тетанічні судоми часті, нерідко з короткими інтервалами, можуть бути спонтанними, не раз виникає порушення дихання. Температура тіла досягає 39 °C і вище;
- при вкрай тяжкому (блискавичному) перебігу інкубаційний період менше тижня. Хвороба розвивається блискавично, протягом 12-24 годин, іноді з перших годин супроводжується надзвичайно високою температурою тіла, вираженою тахікардією, задишкою, тонічна напруга м'язів досягає рівня кам'янистої щільності, є часті тетанічні судоми кожні 3-5 хвилин (іноді відбувається по декілька сотень їх протягом доби), ціаноз, загроза асфіксії. Іноді розвивається параліч м'язів обличчя, шиї, тулуба.

Дуже тяжко перебігає акушерський правець, що розвивається після кримінальних абортів та пологів у позалікарняних умовах. Тяжкість перебігу зумовлена анаеробіозом у порожнині матки та нерідко приєднанням вторинної стафілококової інфекції, що призводить до розвитку сепсису, а також зумовлює активацію збудника правця. Зрідка при цьому варіанту генералізованого правця знаходили Clostridium tetani й в крові хворої.

### Місцевий правець
Зустрічається рідко, клінічні прояви багато в чому залежать від локалізації рани. Найлегший його перебіг, коли у хворого виникає біль і тонічне напруження м'язів у ділянці вхідних воріт, яке посилюється при пальпації і перкусії у цій зоні. Такі явища можуть зберігатися протягом тижнів і місяців. Місцевий правець зазвичай не прогресує і усі прояви його швидко зникають при своєчасному лікуванні та обробці рани.

### Головний правець
Своєрідний варіант його — лицевий правець Розе, що виникає при зараженні через ранову поверхню голови, шиї, обличчя. Відбувається парез або параліч лицевого нерва на боці ураження за периферичним типом. Тризм з'являється пізніше, іноді його можна виявити лише при жуванні. Може виникати судома груднино-ключично-соскоподібного м'яза, параліч м'язів повік та очного яблука, м'якого піднебіння на стороні ураження. Буває порушення мови, рідко — ковтання за рахунок судом м'язів глотки. При тяжкому перебігу виникає параліч блукаючого нерва, що супроводжується різкою задишкою і тахікардією. Правець Розе може перейти у генералізований.
Найтяжчим варіантом є бульбарний правець Бруннера, що відбувається при пораненні в голову з ушкодженням речовини мозку. Інкубаційний період при цьому варіанті найкоротший, менше 3 днів. Він перебігає з різким спазмом м'язів глотки, голосової щілини, діафрагми і міжреберних м'язів. При цьому смерть можлива від паралічу дихання або серцевої діяльності.

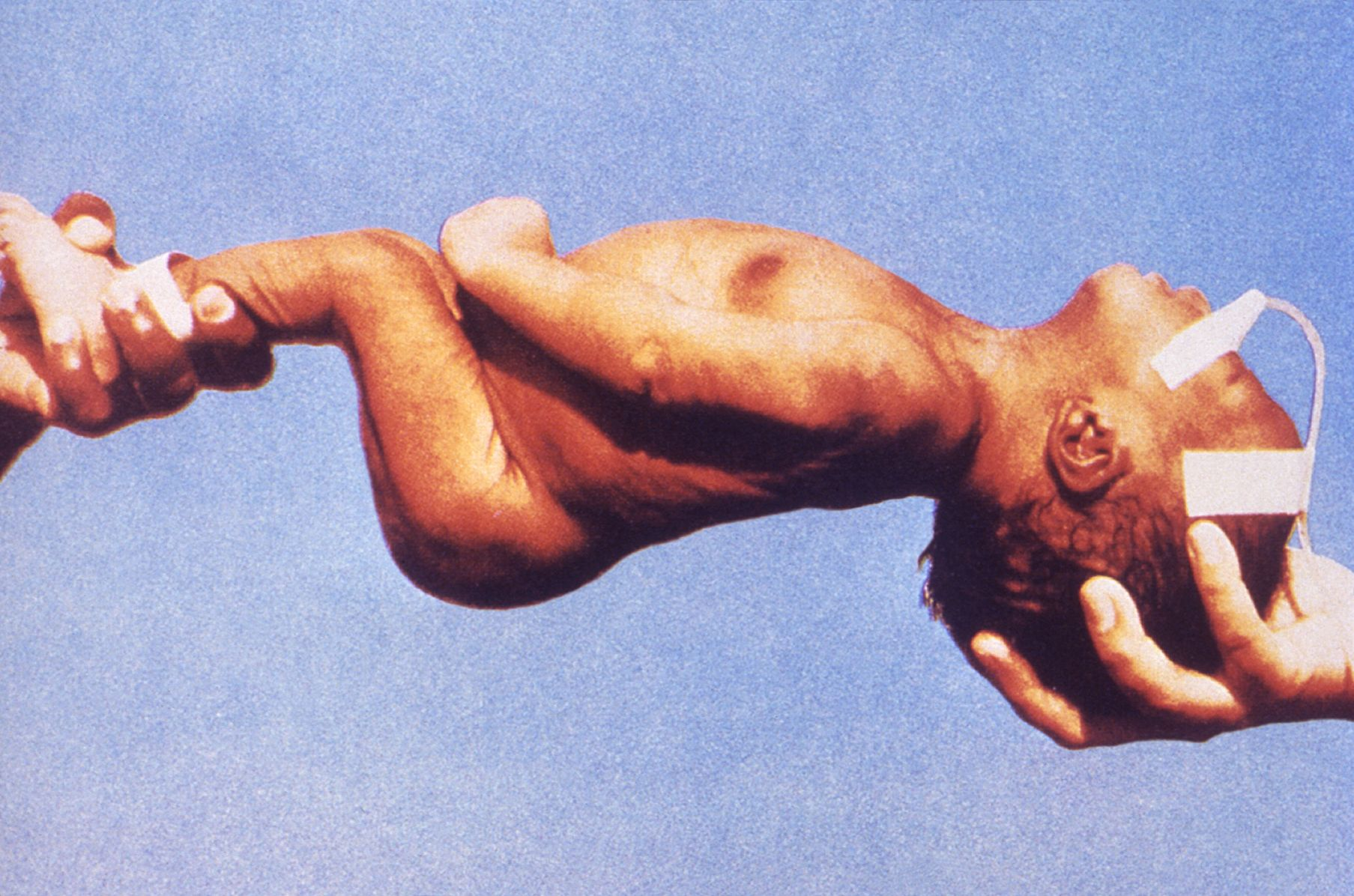
Немовля хворе на правець

### Правець новонароджених
Збудник у таких випадках проникає переважно через пуповину, рідко через мацеровану шкіру або слизові оболонки. Інкубаційний період триває від 1 до 7 днів. Перші ознаки — серйозна зміна поведінки дитини. У зв'язку з тризмом вона стає неспокійною, постійно плаче, не може смоктати, стискає сосок яснами при годуванні. Шкіра обличчя зморщена, рот розтягнутий, кути його опущені. М'язовий гіпертонус і тетанічні судоми часто проявляються у вигляді блефароспазму, тремору нижньої губи, підборіддя і язика. Поступово напруження поширюється на м'язи шиї, спини, живота, кінцівок. Дуже швидко приєднуються загальні судоми, на тлі яких виявляються гарячка, тахікардія, порушення дихання аж до асфіксії. Летальність при цій формі правця сягає більше 90 %.

## Ускладнення
Поділяються на:
- ранні, що виникають у періоді розпалу хвороби, найчастіше це бронхіти і пневмонії. Під час нападу судом іноді виникають розриви м'язів і сухожилків, переломи кісток, хребта. Тривалі судоми дихальних м'язів, також аспірація в'язкої слини, слизу можуть привести до розвитку асфіксії, ателектазу легень. Гіпоксія, що розвивається і посилюється за рахунок судом, спричинює коронароспазм та інфаркт міокарда переважно у осіб похилого віку. Не виключена пряма дія правцевого екзотоксину на міокард з розвитком міокардиту. Описані й такі ускладнення, як жирова емболія легеневої артерії при переломі кісток, багатих на кістковий мозок, крововиливи в речовину мозку, набряк-набухання головного мозку з вклиненням довгастого мозку і мозочку у великий потиличний отвір, внутрішньочерепні крововиливи з подальшим розвитком коматозного стану. На тлі судом і тяжких метаболічних порушень можуть розвиватися тромбози судин мозку;
- пізні — тривала тахікардія і артеріальна гіпотензія, контрактури м'язів і суглобів, паралічі черепних нервів, деформація хребта.

Прогноз завжди сумнівний. Залежно від тяжкості перебігу летальність коливається в широких межах від 10 % до 70 % і вище. Навіть при визначально легкому перебігу можливим є різке погіршення і, навіть, смерть.

## Діагностика

### Клінічні критерії
Генералізовану форму правця діагностують на підставі комплексу епідеміологічних та клінічних даних. Враховують наявність в анамнезі поранення або травми, опіків, обморожень, хірургічних втручань, пологів, аборту в позалікарняних умовах, а також дані про попередню вакцинацію проти правця. Опорними симптомами клінічної діагностики є:
- наявність класичної патогномонічної тріади симптомів (тризм, сардонічна усмішка, дисфагія);
- постійне тонічне напруження м'язів, що не знімається навіть при наркозі;
- тетанічні судоми, які виникають періодично на тлі тонічного напруження;
- поява опістотонусу;
- збереження свідомості під час судом;
- гарячка;
- рясне потовиділення.

Про місцевий правець слід думати, якщо у ділянці рани у хворого виникають мимовільні болючі посмикування м'язів. Як правило, діагноз правця є виключно клініко-епідеміологічним.

### Специфічна діагностика
Зазвичай не проводиться. В окремих неясних випадках застосовуються бактеріологічні методи: збудника можна виявити в рані при бактеріоскопії і виділити при посіві на відповідні поживні середовища в анаеробних умовах (кров'яний агар, жовтковий агар, середовище Кітта — Тароцці, середовище Вілсона — Блера), але не більше, ніж у 1/3 хворих.
Для визначення токсину в досліджуваному матеріалі зрідка застосовують біологічну пробу на білих мишах за типом реакції нейтралізації токсину. Визначення антитоксичних антитіл діагностичного значення не має, свідчить лише про вакцинацію в анамнезі, а зростання їхнього титру не відбувається у зв'язку з тим, що імуногенна доза екзотоксину в десятки разів перевищує летальну.

## Лікування
Усі хворі на правець підлягають обов'язковій госпіталізації, незалежно від тяжкості його перебігу. Доцільна госпіталізація у відділення реанімації або спеціалізовані центри. Транспортування хворого здійснюють медичним транспортом, обладнаним спеціальною апаратурою для керованого дихання та медикаментами. Перед транспортуванням з метою запобігання судом вводять протисудомні препарати.
Терапія правця комплексна (етіотропна, патогенетична, симптоматична) і включає наступні заходи: протисудомне лікування, хірургічну обробку рани, підтримку життєво важливих функцій організму, боротьбу з гіпертермією, нейтралізацію циркулюючого в крові токсину, антибактерійну терапію, боротьбу з ацидозом і зневодненням, профілактику та лікування ускладнень, правильний режим і догляд, повноцінне харчування.
Першим заходом лікаря при призначенні лікування хворому на правець є вирішення невідкладного тактичного питання: чи потрібний міорелаксантний наркоз з штучною вентиляцією легень (ШВЛ) або досить буде почати з введення протисудомних препаратів та їхніх «коктейлів». Введення засобів для попередження тетанічних судом є вкрай важливим попереднім заходом для проведення інших заходів лікування та маніпуляцій. Якщо проводити інші заходи без введення протисудомних препаратів це може спричинити почастішання тетанічних судом з відповідними поганими наслідками та прогнозом. Для боротьби з судомами хворому, перш за все, створюють відповідні умови — забезпечують повний спокій з виключенням усіх зовнішніх подразників. За легкого та середньо-тяжкого перебігу правця призначають діазепам внутрішньом'язово (в/м) або в клізмі 5-10 мг кожні 3-4 години (або інші бензодіазепіни, які можна вводити парентерально та в клізмі — гідазепам, феназепам). Уведення діазепаму чи інших бензодіазепінів і літичної суміші можна чергувати протягом доби. При місцевому правцеві без загрози генералізації бензодіазепіни призначують у таблетках.
При тяжкому перебігу максимальне збільшення дози цих препаратів не завжди дає змогу досягти бажаного результату. У таких випадках для припинення і попередження нападів судом застосовують антидеполяризуючі міорелаксанти, які, будучи антагоністами ацетилхоліну, блокують нервово-м'язову передачу. Їхню дію звичайно доповнюють уведенням бензодіазепінів, антигістамінних препаратів. Можна використовувати і деполяризуючі міорелаксанти. Однак тривале застосування міорелаксантів можливе лише після переведення хворого на ШВЛ з інтубацією або трахеотомією тільки у реанімаційних відділеннях.
Проводиться ретельна хірургічна обробка рани та її ревізія, з попередньою місцевою анестезією та обколюванням протиправцевою сироваткою (ППС) у дозі 1000-3 000 МО. Це поширюється також на загоєні на момент захворювання дрібні рани, яких треба розкрити.
З метою нейтралізації токсину, який циркулює в крові, пацієнту як найраніше вводять гетерогенну кінську ППС (20 000-40 000 МО для новонароджених, 80 000-100000 МО для дітей старшого віку, 100 000—200 000 МО для дорослих) в/м або внутрішньовенно (в/в) з попередньою десенсибілізацією за методом Безредка або алогенний людський протиправцевий імуноглобулін. Кращим антитоксичним засобом вважається саме людський імуноглобулін, його лікувальна доза складає 900 МО. У разі якісного проведення обробки рани, що унеможливлює потрапляння нових порцій токсину в кров, необхідності у повторному введенні сироватки чи імуноглобуліну немає. З метою створення активного антитоксичного імунітету надалі вводять правцевий анатоксин в/м у дозі 0,5 мл триразово з інтервалом 3-5 днів.
Слід проводити антибактеріальну терапію правця насамперед метронідазолом в/в крапельно — по 1 г кожні 12 годин або по 0,5 г кожні 6 годин протягом 7-10 днів. Наразі пеніцилін, який широко призначався раніше, практично не використовується через можливість збільшення спазму м'язів та необхідності дуже частого введення. Також можливе використання доксицикліну в/в 0,1 г 1 раз на добу 7-10 днів. Для запобігання вторинним мікробним ускладненням (пневмонія, сепсис) застосовують також цефалоспорини III—IV покоління, респіраторні фторхінолони.
Для зниження артеріального тиску — сульфат магнію 20 % у вигляді постійного внутрішньовенного крапельного введення 5-20 мл декілька разів на день. При вираженій тахікардії слід застосувати бета-блокатори, серцеві глікозиди. Корекцію гомеостазу проводять за загальними принципами інтенсивної терапії. Виражені метаболічні зміни (ацидоз), електролітний дисбаланс потребують призначення відповідних розчинів з урахуванням характеру і ступеня цих зрушень (лужні, полійонні розчини). Є необхідність зниження підвищеної температури — застосовують фізичні методи охолодження та жарознижувальні засоби. Пацієнту призначають харчування в розрахунку 3500-4000 калорій і не менше 150 г білка на добу через зонд та в/в за допомогою спеціальних харчових сумішей. Пероральне харчування при тяжкому перебігу правця можливе через виразний тризм та напругу діафрагми тільки рідкою їжею невеликими порціями з обережністю, щоб не спричинити напад судом та асфіксію.
Хворий має дотримуватися постільного режиму не менше ніж 2 тижні після припинення судомних проявів. Виписка зі стаціонару відбувається виключно після клінічного одужання.

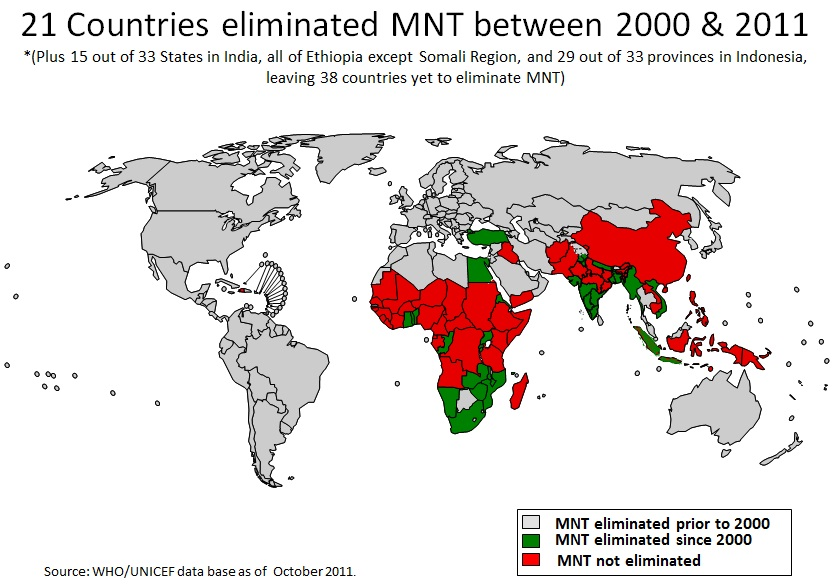
Мапа світу, де показано країни, які звільнилися від правця новонароджених і материнського (2011 рік). Сірим кольором зафарбовані країни, які звільнилися до 2000 року, зеленим — 21 країна, що звільнилися упродовж 2000—2011 років, червоним — ті, де продовжується реєструватися неонатальний та материнський правець

## Профілактика
Загальна профілактика полягає у пропаганді медичних знань щодо шляхів зараження правцем, запобіганні травматизму.

### Специфічна профілактика
Основним заходом запобігання захворюванню на правець є активна імунізація, яка проводиться планово згідно з календарем щеплень, а також екстрено. Активну планову імунізацію здійснюють асоційованими препаратами: асоційованою коклюшно-дифтерійно-правцевою (АКДП) або асоційованою дифтерійно-правцевою (АДП) вакцинами, які містять правцевий анатоксин. Дітям віком старшим 8 років і дорослим щеплення роблять АДП-М-анатоксином — препаратом зі зменшеним вмістом антигену. Календар щеплень розроблений ВООЗ, але в кожній країні він може мати свої особливості, а також змінюватися залежно від епідемічної ситуації. В Україні планова імунізація АКДП-вакциною проводиться дітям з 3-місячного віку по 0,5 мл трикратно з інтервалом 30 днів. Ревакцинація проводиться у 18 місяців, потім у 6, 14 та 18 років. Подальші планові ревакцинації дорослих проводять АДП-М з інтервалом 10 років від попереднього щеплення. Підліткам та дорослим, які раніше не вакцинувалися або не мають даних щодо імунізації, проводять щеплення АДП-М триразово (інтервал між першим і другим щепленнями складає 30-45 днів, а між другим і третім — 6-12 місяців). Наразі однією з пріоритетних глобальних програм ВООЗ є ліквідація материнського та неонатального правця шляхом імунізації майбутніх матерів у загрозливих районах, боротьба із забобонами, хибними традиціями, що призводять до зараження новонароджених та немовлят.
Екстрену специфічну профілактику проводять при загрозі розвитку правцю (забруднені травми різного характеру з ушкодженням шкіри або слизових оболонок, обмороження, опіки ІІ, ІІІ та IV ступенів, позалікарняні аборти та пологи, гангрена або некроз тканин, укуси тваринами, порушення цілості кишок), частіше за все на травматологічних пунктах лікарень. Рани при цьому піддають ретельній хірургічній обробці. Подальша тактика залежить від вакцинального статусу потерпілого чи хворого та наявності документального підтвердження імунізації проти правцю в минулому. Неімунізованим та дорослим особам, у яких немає такого документального підтвердження, проводять активно-пасивну імунізацію: в/м вводять 0,5-1,0 мл анатоксину, через 30 хвилин в іншу частину тіла 3000 МО ППС або протиправцевий імуноглобулін у дозі 250 МО. Надалі активну імунізацію продовжують за звичайною схемою анатоксином. Особам, які були вакциновані планово, але не мають останньої вікової ревакцинації, вводять лише 0,5 мл анатоксину.

## Правець у тварин
До правця дуже чутливі коні, морські свинки, миші, значно меншою мірою — велика рогата худоба, дрібна рогата худоба (вівці, кози), свині. Найстійкішими серед ссавців є собаки та котячі. Птиці рідко хворіють на правець. Холоднокровні тварини до цієї хвороби несприйнятливі. Взагалі встановлено, що тварини, які стійкі до стрихніну, є резистентними й до правця. Молоді тварини чутливіші, ніж дорослі. Розвитку правця сприяє переохолодження або перегрівання тварин. Епідеміологічні особливості передачі у тварин практично такі ж, як у людей.
Коні переважно захворюють при глибоких уколах цвяхом у ділянці підошви копита, при засічках, заковуванні, ударах, кастрації без дотримання правил асептики. У корів правець може виникнути після тяжких пологів, у овець — при недбалому стриженні та кастрації баранів, при обрізуванні хвостів, у новонароджених тварин — через забруднення кукси пуповини. У тварин, на відміну від людей, частим є висхідний генералізований правець, який розвивається з місцевого.
Перебіг генералізованого низхідного правця в усіх тварин гострий. Тяжкість його значною мірою зумовлене рівнем видової сприйнятливості тварини до збудника правця. У коней від початку розвивається певна напруга в русі, проблеми в прийманні та пережовуванні корму, випадіння третьої повіки при підйомі голови. Швидко з'являються судоми всіх м'язів, відбувається загальне заціпеніння. Кінь ціпеніє нерухомо на одному місці, кінцівки широко розставлені, голова вигнута вперед, шия загнута догори, живіт підтягується, спина судомно увігнута, хвіст ледь піднятий. Вуха не рухаються, зіниці й ніздрі є розширеними, щелепи судомно стиснуті — розвивається двобічний тризм. Відбувається тонічна напруга м'язів — вони на дотик дуже тверді, рельєфно вирізняються під шкірою. У коня різко виражене рефлекторне збудження, що зумовлює появу генералізованих судом навіть при незначному шумі, легкому дотику до шкіри. Вживання корму стає неможливим внаслідок тризму. Утруднюється виділення калу. Під час хвороби температура тіла є в межах норми, але в агональному стані підвищується до 42 °С. Частота серцевих скорочень і дихання прискорені. Загибель настає через 2 — 12 діб, летальність сягає 50 — 90 %.

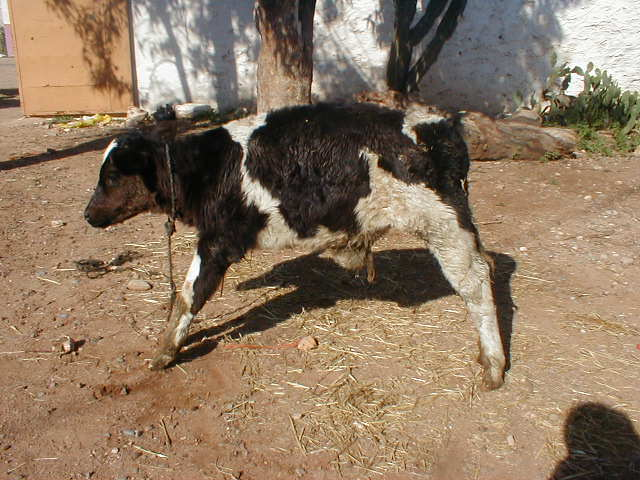
Прояви правця у теляти

У великої рогатої худоби припиняється жуйка та немає відрижки внаслідок судом черевних м'язів, відбувається тимпанія. В овець і кіз характерною ознакою є відкидання голови назад. Хвороба триває 2 — 7 діб. Тварини гинуть з явищами зупинки дихання. Летальність у дорослих тварин становить 50 — 80 %, у ягнят — 90 — 100 %.

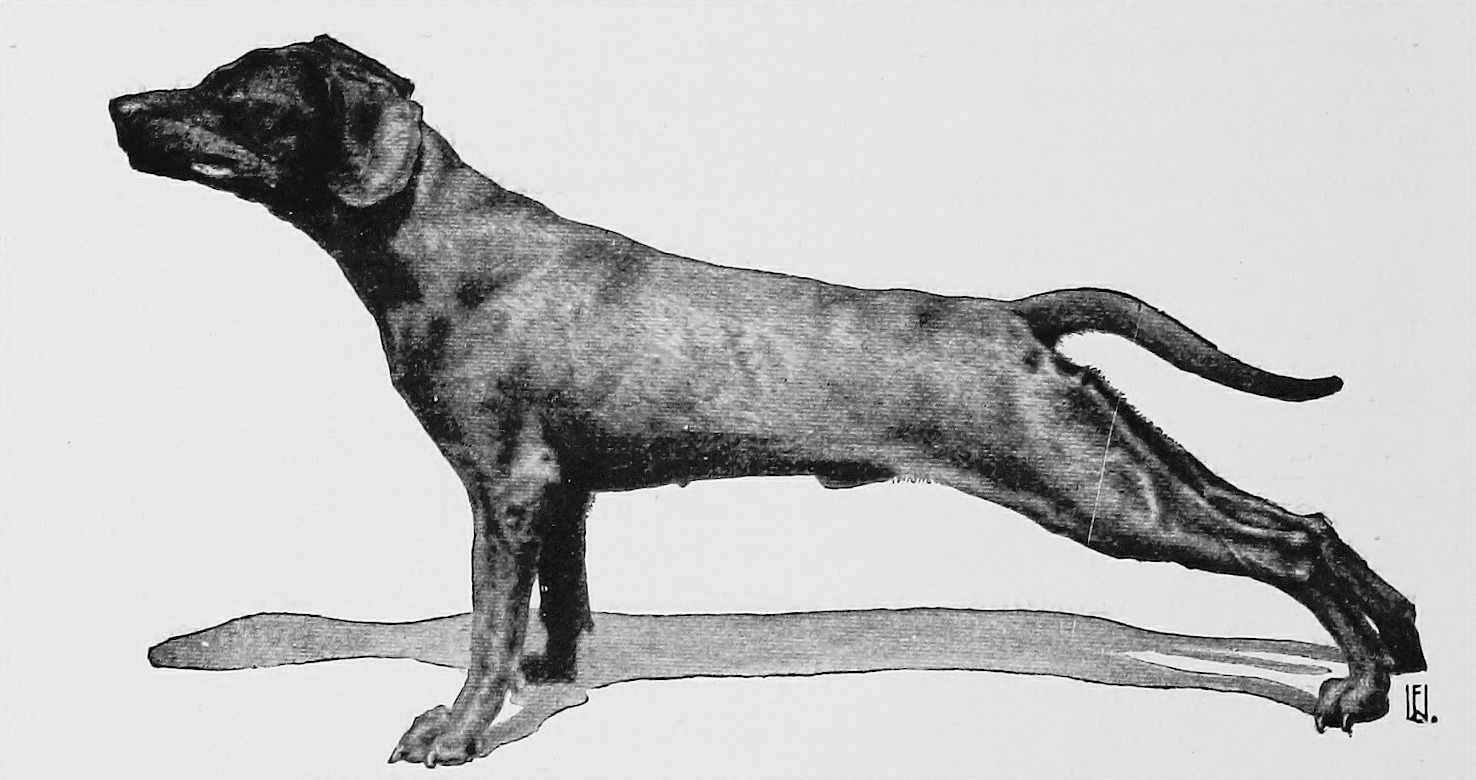
Правець у собаки

У свиней і собак відбувається ураження жувальних м'язів. Характерною є незвичайна поза хворої тварини, коли хребет вигнутий донизу, передні кінцівки витягнуті вперед, а задні — назад.
У тварин діагноз ґрунтується на підставі типових клінічних проявів захворювання, до лабораторних досліджень вдаються лише у виняткових випадках. Протиправцеву антитоксичну сироватку вводять в/в або підшкірно в дозі 80 тисяч МО великим тваринам, 40 тис. МО — дрібним та молодим тваринам. Рекомендується також спинномозкове введення сироватки під наркозом. Здійснюють ретельну антисептичну обробку рани, застосовують антибіотики. Ротову порожнину промивають підкисленою оцтом водою, пряму кишку очищають від калу. Для послаблення судом м'язів щодня застосовують підшкірно 50 мл 30%-го розчину сульфату магнію. Також вводять в/м 2-3 рази на день 50-80 мл 96 % етилового спирту в 1 літрі 5 % розчину глюкози. Рекомендовано заспокійливі препарати та ліки для підтримки роботи серця. Хвору на правець тварину необхідно утримувати в ізольованому темному приміщенні, забезпечуючи їй спокій та повноцінну годівлю.